# Інгібітори корозії
Інгібітори корозії (рос. ингибиторы коррозии; англ. corrosion inhibitors; нім. Korrosionsinhibitoren m pl) — речовини, введення яких у відносно невеликих кількостях в агресивне середовище викликає помітне сповільнення корозії металів. 

## Механізм дії і різновиди
Інгібітор корозії — речовина, яка гальмує процес корозії за рахунок конкуруючої адсорбції з частинками активаторів і утворення на металевій поверхні захисних адсорбційних або фазових плівок, іноді з бар’єрними властивостями.
І.к. впливають на кінетику електродних процесів, які проходять під час корозії, а також характеризуються здатністю утворювати на металі оксидні і гідрооксидні та інш. плівки і переводити його в пасивний стан. 
Розрізняють інгібітори сірководневої корозії, вуглекислотної корозії, систем утилізації стічних вод. У залежності від корозійної активності середовища і умов застосування інгібіторів корозії питома витрата інгібіторів коливається від 10 до 50 кг на 1 млн м3 газу або (для рідких середовищ) від 100 до 500 мг/л. При гідравлічному транспортуванні вугілля як І.к. застосовують Са(ОН)2.

## Приклади застосування
У нафтовій і газовій промисловості І.к. застосовують для захисту обладнання свердловин, устаткування підготовки нафти і газу, а також на переробних заводах у випадку, коли в продукції містяться корозійно-агресивні компоненти — діоксид вуглецю, сірководень і органічні кислоти. При цьому використовуються високомолекулярні органічні інгібітори, які містять азот, сірку чи кисень і розчинні у вуглеводнях, воді або метанолі.
На сьогодні є різні способи інгібіторного захисту нафтогазопромислового обладнання та свердловин:
- безперервне введення розчину інгібітора в середовище, що видобувається або транспортується;
- періодична обробка технологічного та свердловинного обладнання концентрованим розчином інгібітора;
- закачування інгібітора в пласт;
- закачування інгібітора в затрубний простір свердловини, обладнаної пакерами тощо.